# Vila urbană a lui Nicolai Semigradov
Vila urbană a lui Nicolai Semigradov (numită și Palatul Semigradov) este un monument de arhitectură de însemnătate națională, introdus în Registrul monumentelor de istorie și cultură (nr. 353) a municipiului Chișinău, amplasat în Centrul istoric, pe str. Aleksandr Pușkin, 17. În prezent, în incinta edificiului se află sediul Ambasadei României.

## Istoric
Edificiul a fost ridicat la colțul cartierului, între anii 1873 și 1875, de către rotmistrul în rezervă, mai târziu consilierul de stat efectiv, Nicolai Semigradov. Autorul proiectului, se presupune că a fost arhitectul urban Alexandru Bernardazzi, sau arhitectul Seroținski. După o descriere din anul 1897: „casa avea 13 odăi, 7 camere orientate spre stradă, 6 spre curte și în atenansă se aflau 3 apartamente...”
Casa a fost moștenită de fiul lui Nicolai Semigradov – Dmitri (1870-1932), care a ocupat funcții înalte în Basarabia: în 1906-1909 a fost președintele zemstvei basarabene, iar din 1909 până în 1917, a fost membru al Consiliului de Stat al Imperiului Rus din partea Basarabiei.
În perioada interbelică, clădirea a servit drept sediu pentru Banca Basarabiei. În perioada postbelică a fost utilizată drept o casă de locuit cu 8 apartamente, suprafața terenului rezumându-se la teritoriul ocupat de casă și grădina.

## Galerie de imagini

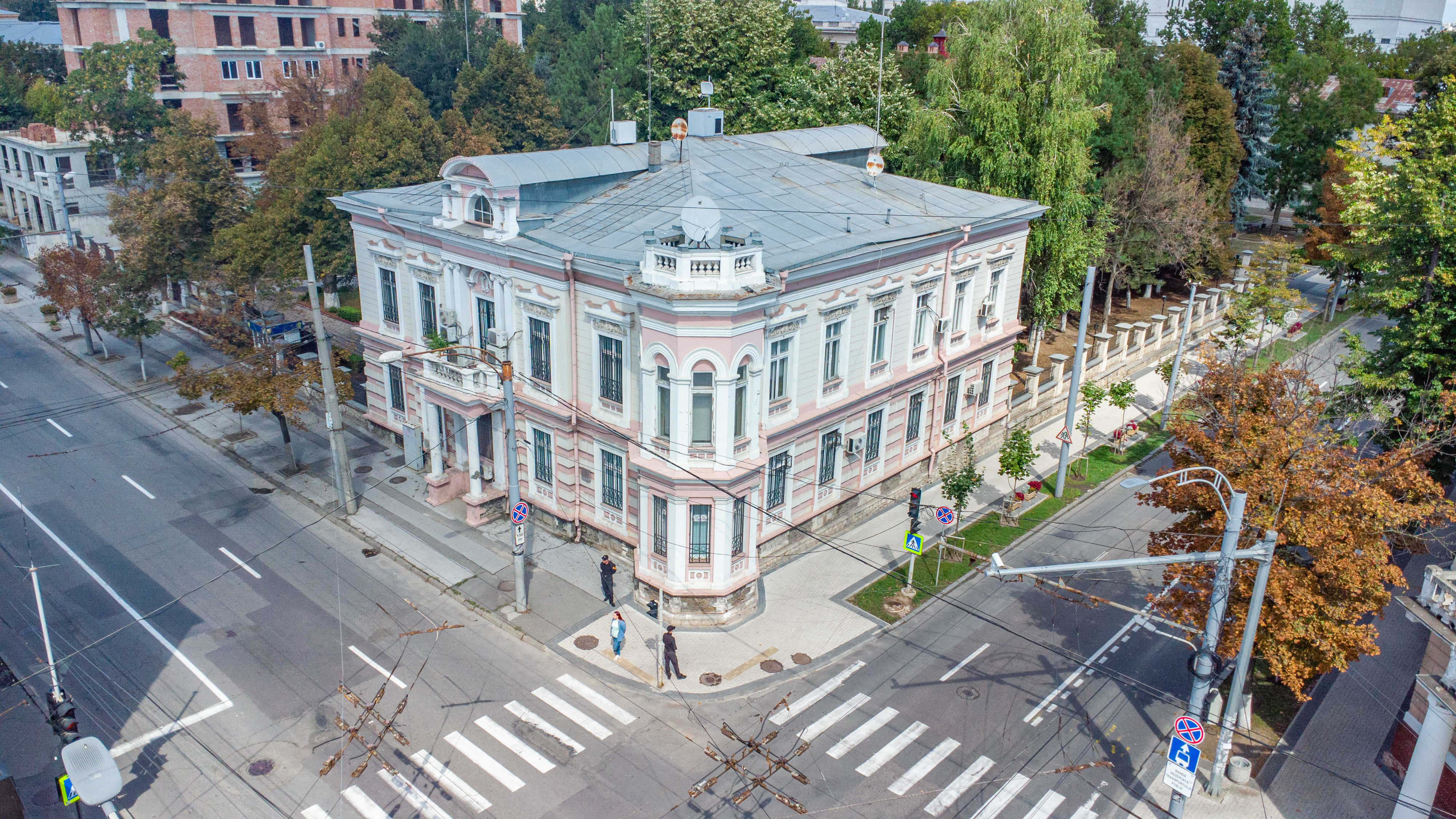
Vedere aeriană
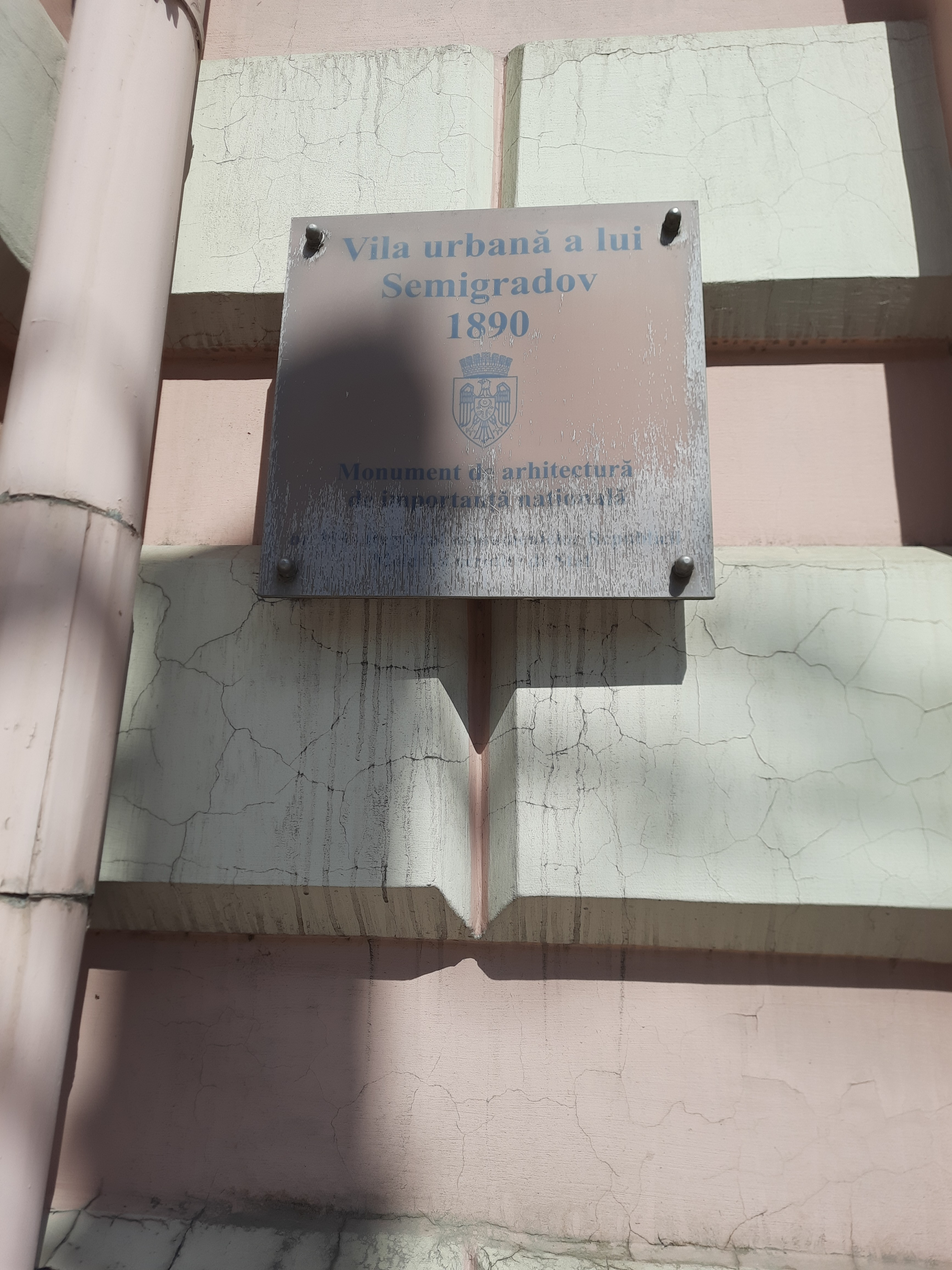
Placă informativă care descrie statutul de patrimoniu
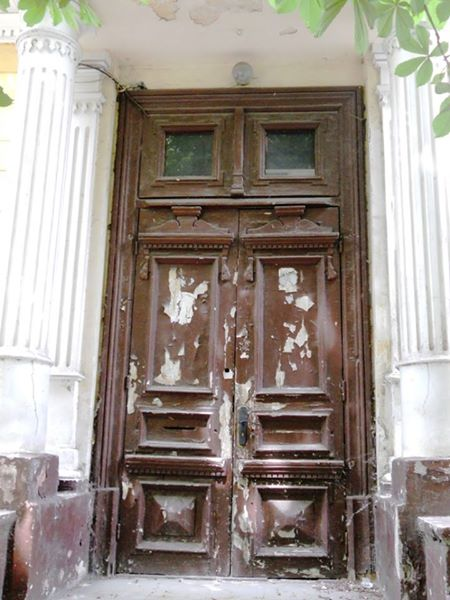
Una din intrări
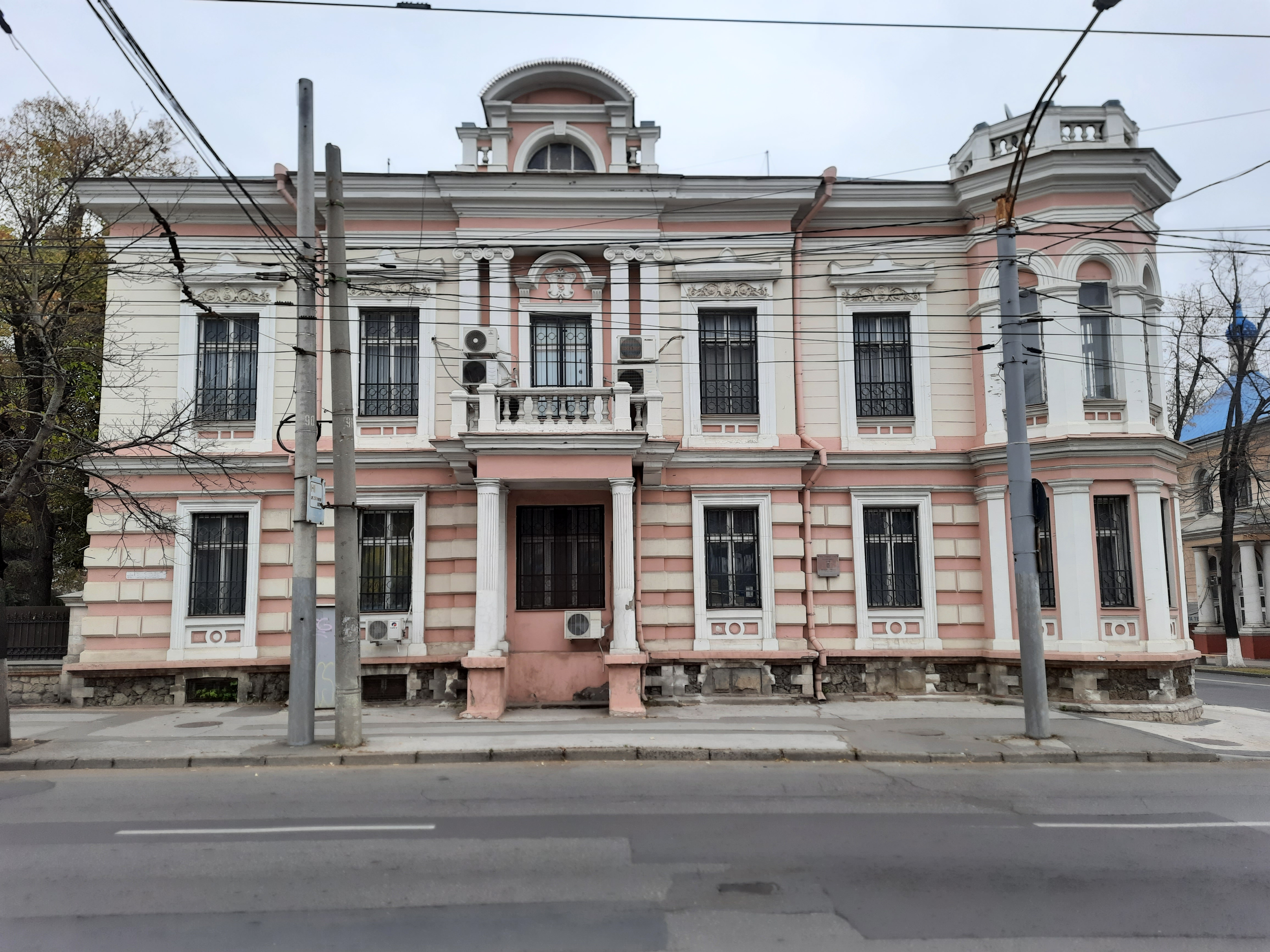
Fațada sud-vestică (str. București)
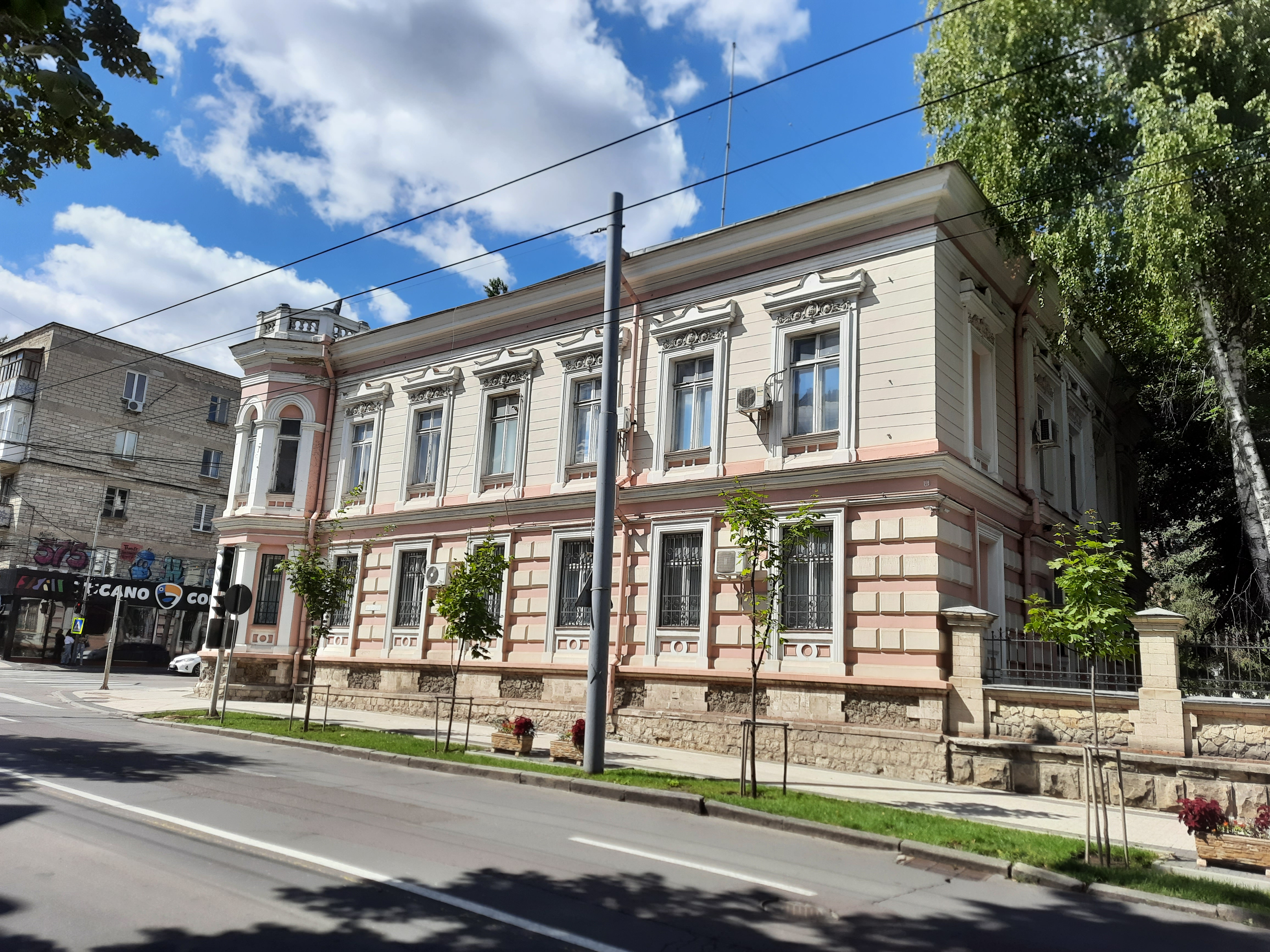
Fațada sud-estică (str. Aleksandr Pușkin)